# Karl August Schmidt
Karl August Schmidt (* 14. Januar 1830 in Saarbrücken; † 26. März 1901 in Gersweiler) war ein deutscher Fabrikant und Stifter.

## Leben
Karl August Schmidt war der Sohn des Bergbeamten und Fabrikanten Johann Heinrich Schmidt (1785–1858) und dessen Ehefrau Sophia Luise Karcher (1797–1855).
Nach dem Abitur am Ludwigsgymnasium Saarbrücken studierte er am Polytechnikum in Karlsruhe. Nach dem Tod des Vaters im Jahre 1858 leitete er gemeinsam mit seinem Bruder Wilhelm (1824–1874) die Gersweiler Steingutfabrik.
Zwei Jahre später verkauften beide ihre Anteile an der  Dryanderschen Steingutfabrik.
Nach dem Tod seines Bruders Wilhelm übernahm er die alleinige Führung des Unternehmens und gründete eine Fabrik-Pensionskasse. Dabei blieb der Name der Firma unverändert bestehen, bis die Ära durch seinen Tod im Jahre 1901 endete.
Am 28. Mai 1872 hatte er Karoline Omlor (1848–1920) geheiratet, mit der er vier Töchter und drei Söhne hatte. 

## Sonstiges
Schmidt war Mitglied des Presbyteriums in Gersweiler und stiftete aus Anlass seiner Hochzeit am 28.
Mai 1872 ein Abendmahlgerät für die evangelische Kirche in Gersweiler.
1884 stiftete er den Neubau einer Orgel für die Kirche durch die Firma Stumm in Rhaunen und 1890 neue Kirchenfenster.